# Bolivariaanse Alliantie voor Amerika
De Bolivariaanse Alliantie voor Amerika (officieel: Bolivariaanse Alliantie voor de Volkeren van Ons Amerika) (Spaans: Alianza Bolivariana para los Pueblos de Nuestra América, ALBA) is een samenwerkingsverband tussen verschillende Latijns-Amerikaanse en Caribische landen. Het economische samenwerkingsverdrag tussen de landen heet Tratado de Comercio de los Pueblos (TCP). Voor handel tussen leden van ALBA wordt de virtuele betaaleenheid SUCRE gebruikt. De benaming "Bolivariaans" refereert aan de Latijns-Amerikaanse vrijheidsstrijder Simón Bolívar en aan het bolivarisme van de Venezolaanse president Hugo Chávez.
ALBA is in 2004 door Cuba en Venezuela opgezet als tegenhanger van de Vrijhandelszone van Amerika die was voorgesteld door de Verenigde Staten.
Honduras beëindigde in 2009 zijn lidmaatschap toen de democratisch gekozen linkse president Manuel Zelaya uit zijn ambt als president werd gezet door een coup. Suriname is een "special guest lid" dat volwaardig lid wil worden.

## Leden
| - Antigua en Barbuda (24 juni 2009) - Bolivia (19 april 2006 tot eind 2019, opnieuw lid sinds 2020) - Cuba (14 december 2004) - Dominica (20 januari 2008) - Grenada (december 2014) - Nicaragua (23 februari 2007) - Saint Lucia (20 juli 2013) - Saint Kitts en Nevis (14 december 2014) - Saint Vincent en de Grenadines (24 juni 2009) - Venezuela (14 december 2004) | - Honduras (9 oktober 2008 - 13 januari 2010) - Ecuador (24 juni 2009 - 2018) - Suriname - Haïti - Iran - Syrië |